# Poyanáwa
Le poyanáwa  est une langue panoane parlée en Amazonie brésilienne, dans la municipalité de Mâncio Lima, de l'État d'Acre.
Les 403 Poyanáwa sont tous monolingues en portugais.